# Jan Račinskij
Jan Zbignevič Račinskij (in russo Ян Збигневич Рачинский?, in polacco Jan Raczyński; Mosca, 6 dicembre 1958) è un programmatore, storico e attivista russo.
Negli anni '80 è stato coinvolto per la prima volta nel lavoro e nelle attività di Memorial, un'organizzazione per i diritti umani che si occupava dei crimini del regime di Stalin. Quando il presidente di lunga data dell'International Memorial, Arsenij Roginskij, è morto nel 2018, il consiglio ha eletto Račinskij come suo successore.
Quando Memorial Human Rights Center ha ricevuto il Premio Nobel per la pace nel 2022, è stato Račinskij a ritirare il premio, tenendo anche il "discorso del Nobel" Attualmente è co-presidente di Memorial International.

## Biografia
Il nonno di Račinskij, Sigismund Raczyński, era polacco; sua nonna, Rebecca (Rivka) Fjalka (1888-1975), era un membro di spicco del Partito socialista rivoluzionario. Fu condannata a 13 anni di "lavori forzati" (katorga) da un tribunale sul campo dopo la rivoluzione del 1905. Iniziò la pena nel 1907 in Buriazia (Siberia orientale) e fu mandata in esilio permanente nel 1910. Fuggì e dopo la rivoluzione del febbraio 1917 fu eletta nel Soviet dei deputati operai e soldati a Svobodnyj (regione dell'Amur).

### Lavoro con Memorial HRC
Nel 1990-1995, Račinskij ha lavorato a lungo con il Memorial Human Rights Center (HRC), viaggiando in molti punti caldi dentro e intorno alla Russia: Karabakh in Azerbaigian; Transnistria in Moldavia; il distretto di Prigorodnyj dell'Ossezia settentrionale. È stato membro del gruppo di osservatori dell'organizzazione durante il primo conflitto ceceno (1994-1996).

### "Vittime del terrore politico"
Dall'inizio degli anni '90, Račinskij è stato direttore del progetto per assemblare un'unica risorsa dalle informazioni sparse tra i numerosi libri della memoria compilati e pubblicati in Russia. Nel 2016, alla sua quinta edizione, un database online intitolato "Vittime del terrore politico in URSS", conteneva i nomi di circa tre milioni di vittime del regime sovietico: coloro che furono deportati, imprigionati o giustiziati dal 1918 in poi. Si stima che questa cifra impressionante rappresenti solo un quarto di coloro che avrebbero diritto alla riabilitazione secondo i termini della legge dell'ottobre 1991.
Una controversia è sorta nell'agosto 2021 quando lo storico israeliano Aron Schneer ha annunciato pubblicamente  che i collaboratori nazisti colpevoli di crimini di guerra erano stati inclusi nel database come "vittime del terrore politico".  Nel dicembre 2021, Račinskij ha risposto a nome di Memorial a Vladimir Putin: il 10 dicembre il presidente russo ha nominato pubblicamente tre poliziotti lettoni, che erano già stati esclusi dal database nel settembre 2021. Račinskij e Memorial hanno suggerito che le autorità russe dovrebbero esprimere un certo apprezzamento per il lavoro svolto da Memorial nella compilazione di un database così vasto.
Nel 2015, formulando il programma statale per la commemorazione delle vittime della repressione politica, il presidente Putin aveva parlato di creare un database unificato delle vittime. Nel gennaio 2021 ha incaricato l'FSB, il Ministero degli affari interni e altri organi competenti di riferire su questa proposta all'inizio di ottobre 2021. Alla fine di quell'anno, tuttavia, non si sapeva più nulla delle loro attività. Memorial, nel frattempo, è stato ostacolato come prima dalla mancanza di accesso ai materiali d'archivio a disposizione della polizia e dei servizi di sicurezza.

### La minaccia di chiusura
A metà novembre 2021 sono state intentate azioni legali contro l'International Memorial e il Memorial HRC rispettivamente presso la Corte suprema della RF e il tribunale della città di Mosca. Dopo una serie di udienze, i tribunali di Mosca hanno stabilito per due giorni consecutivi, dal 28 al 29 dicembre 2021, che entrambe le organizzazioni dovrebbero sciogliersi. "Non abbiamo mai contato sull'amore dello Stato", ha commentato Račinskij.
Ci sono state proteste internazionali e una petizione in molte lingue ha attirato decine di migliaia di firme in tutto il mondo. In qualità di presidente del consiglio di amministrazione dell'International Memorial, Račinskij ha affermato che l'organizzazione presenterà ricorso contro la decisione.
Quando Memorial ha ricevuto il Premio Nobel per la pace 2022, Račinskij ha detto alla BBC che le autorità russe gli avevano ordinato di rifiutare il premio.
Memorial è stata dichiarata dal governo russo "organizzazione indesiderabile" nel 2021 mentre Jan Račinskij è stato dichiarato "agente straniero" nel 2025.

## Riconoscimenti
Nell'aprile 2011, Raczynski è stato insignito dell'Ordine al merito della Repubblica di Polonia per le sue ricerche sui massacri del 1940 nelle regioni di Smolensk, Tver' e Charkiv dell'URSS di prigionieri di guerra e altri dai territori occupati dell'est Polonia.